# ブレトン・ウッズ協定

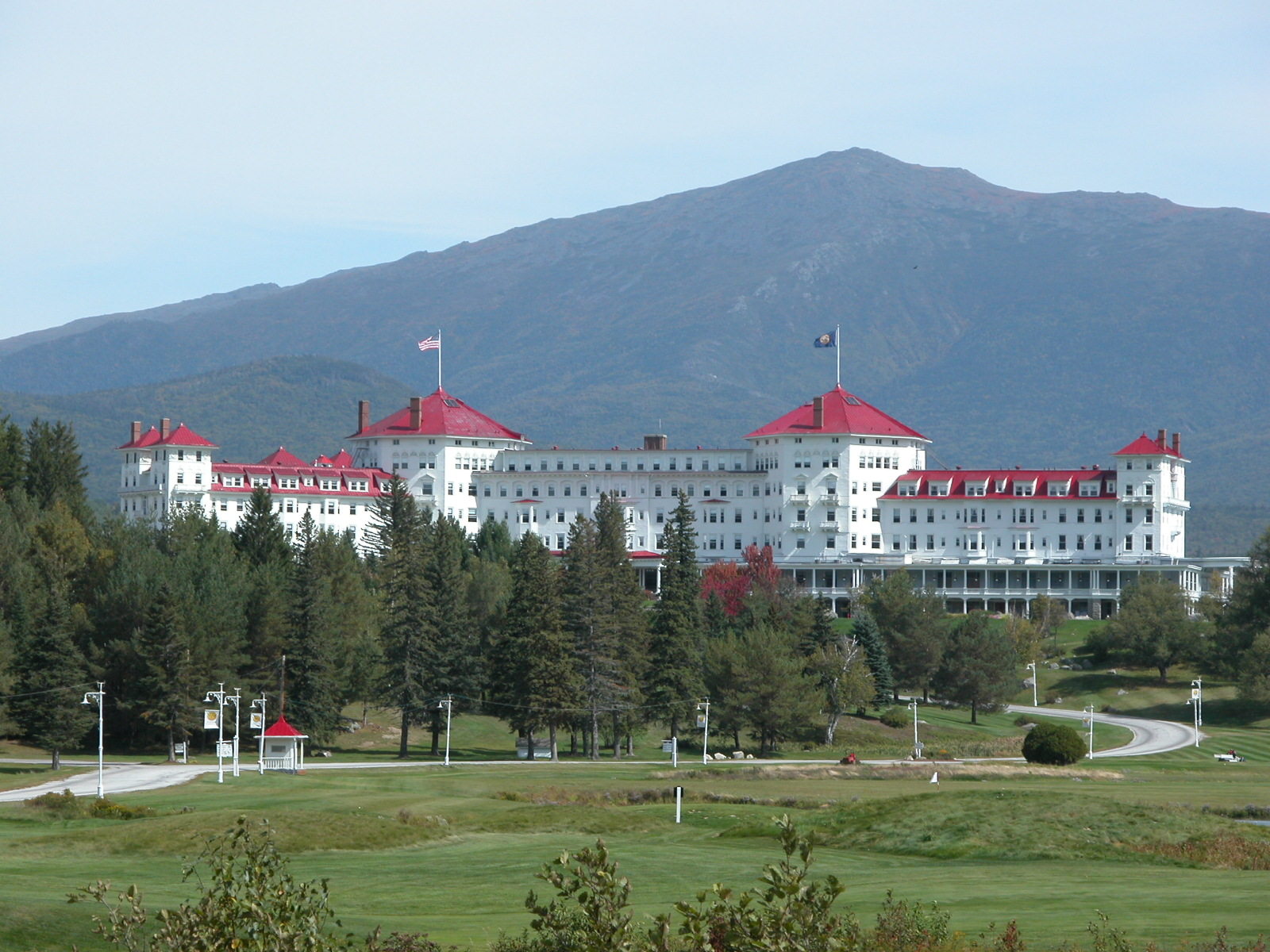
ブレトン・ウッズのランドマーク、マウント・ワシントン・ホテル。ブレトン・ウッズ協定はここで締結された。

ブレトン・ウッズ協定（ブレトン・ウッズきょうてい、英語: Bretton Woods Agreement）とは、第二次世界大戦中の1944年7月1日から22日までアメリカニューハンプシャー州ブレトンウッズのマウントワシントンホテルで開催された連合国通貨金融会議（45ヵ国参加）で締結され、1945年に発効した国際金融機構についての協定である国際通貨基金協定と国際復興開発銀行協定の総称。
「アメリカ合衆国ドルを基軸とした固定為替相場制」であり、「1オンス35USドル」と「金兌換」によってアメリカのドルと各国の通貨の交換比率（為替レート）を一定に保つことによって自由貿易を発展させ、世界経済を安定させる仕組みであった。この体制は1971年のニクソン・ショックまで続き、戦後の西側諸国の経済の復興を支えた。この協定に基づいて確立した体制のことをブレトン・ウッズ体制という。

## 概要

### 展開
国際通貨基金（IMF）、国際復興開発銀行（IBRD）の設立を決定し、この２つの組織を中心とする世界の金融体制である。この協定が出来た理由は大きく分けて以下の2つである。
- 1929年の世界恐慌により、1930年代に各国がブロック経済圏をつくって二度目の世界大戦をまねいた反省。
- 第二次世界大戦で疲弊・混乱した世界経済の安定化。

上記2つの理由のため、具体的には国際的協力による通貨価値の安定、貿易振興、開発途上国の開発などを行い、自由で多角的な世界貿易体制をつくるために為替レートの安定が計られた。国際通貨基金（IMF）については、イギリスのケインズ案とアメリカのハリー・ホワイト案が英米両国の間で討議され、ホワイト案に近いものとなった。
その際、アメリカの米ドルを世界の基軸通貨として、「金1オンスを35USドル」と定め、そのドルに対し各国通貨の交換比率を定めた（金本位制）。
この固定相場制のもとで、日本円はGHQ統治体制初期の輸出・輸入為替レートが異なる複数レートから、占領終了（1952年4月28日）後の日本のIMFおよび世銀へ加盟の翌年、1米ドル=360円（変動幅±1%）に固定された。

## 学者の見解
経済学者のジョセフ・E・スティグリッツは「第二次世界大戦後から1973年まで続いたブレトン・ウッズ体制の下では固定相場制だったので、現在（2013年）の世界経済よりも安定していたことは確かであり、最近のアメリカの経済学者の中からブレトン・ウッズ体制を再評価する声も出ている。しかし、ブレトン・ウッズ体制は、各国の生産性にばらつきが出てきたときに、対応できなくなってしまった。その結果、ブレトン・ウッズ体制は崩壊し、変動相場制に移行した」と指摘している。

## 研究文献
- 『ケインズ全集 26　戦後世界の形成－ブレトン・ウッズと賠償　1941～46年の諸活動』東洋経済新報社、1988年

第1章 ブレトン・ウッズとその後。ドナルド・モグリッジ編、石川健一・島村高嘉訳
- 牧野裕『IMFと世界銀行の誕生　英米の通貨協力とブレトンウッズ会議』日本経済評論社、2014年
- ベン・ステイル『ブレトンウッズの闘い　ケインズ、ホワイトと新世界秩序の創造』小坂恵理訳、日本経済新聞出版社、2014年
- エド・コンウェイ『サミット　一九四四年ブレトンウッズ交渉の舞台裏』小谷野俊夫訳、一灯舎、2020年